# Gare de Rèves
La gare de Rèves est une gare ferroviaire fermée de la ligne 131, de Y Bois-de-Nivelles à Fleurus et Y Noir-Dieu (Gilly). Elle est située au village de Rèves à Frasnes-lez-Gosselies sur le territoire de la commune des Bons Villers, en Région wallonne dans la province de Hainaut en Belgique.
Elle est mise en service en 1877 par les Chemins de fer de l’État belge, ferme aux voyageurs peu après la Seconde Guerre mondiale (1956) et aux marchandises vers 1964.

## Situation ferroviaire
Établie à 157 mètres d'altitude, la gare de Rèves était située au point kilométrique (PK) 19,8 de la ligne 131, de Y Bois-de-Nivelles à Fleurus et Y Noir-Dieu (Gilly), entre les gares de Frasnes-lez-Gosselies et Commune (ligne et gare sont hors service).

## Histoire
La station de Rèves est mise en service, le 8 février 1877 par l'Administration des chemins de fer de l’État belge (future SNCB) sur la section de Bois-de-Nivelles à Wagnelée-saint-Amand inaugurée en septembre 1876.
Elle possède d'un bâtiment des recettes type 1873 doté d'une aile de trois travées à droite et d'une aile accueillant les dépendances à droite. Cette partie remonterait à l'agrandissement du bâtiment en 1893.
Le trafic des voyageurs est suspendu très tôt sur la ligne 131 : de 1945 à 1953. Rèves reste ouverte pour le trafic des marchandises mais la section venant de Nivelles ferme à tous trafics en 1956. En 1964, après la suppression des derniers raccordés, la gare de Rèves et la section jusque Frasnes-les-Gosselies sont fermées et déclassées.

## Patrimoine ferroviaire
Le bâtiment de la gare a été restauré par ses nouveaux propriétaires et conserve le porche d'entrée caractéristique de certaines gares de plan type 1873 ainsi que le nom de la gare peint sur un mur latéral.

## Galerie de photographies

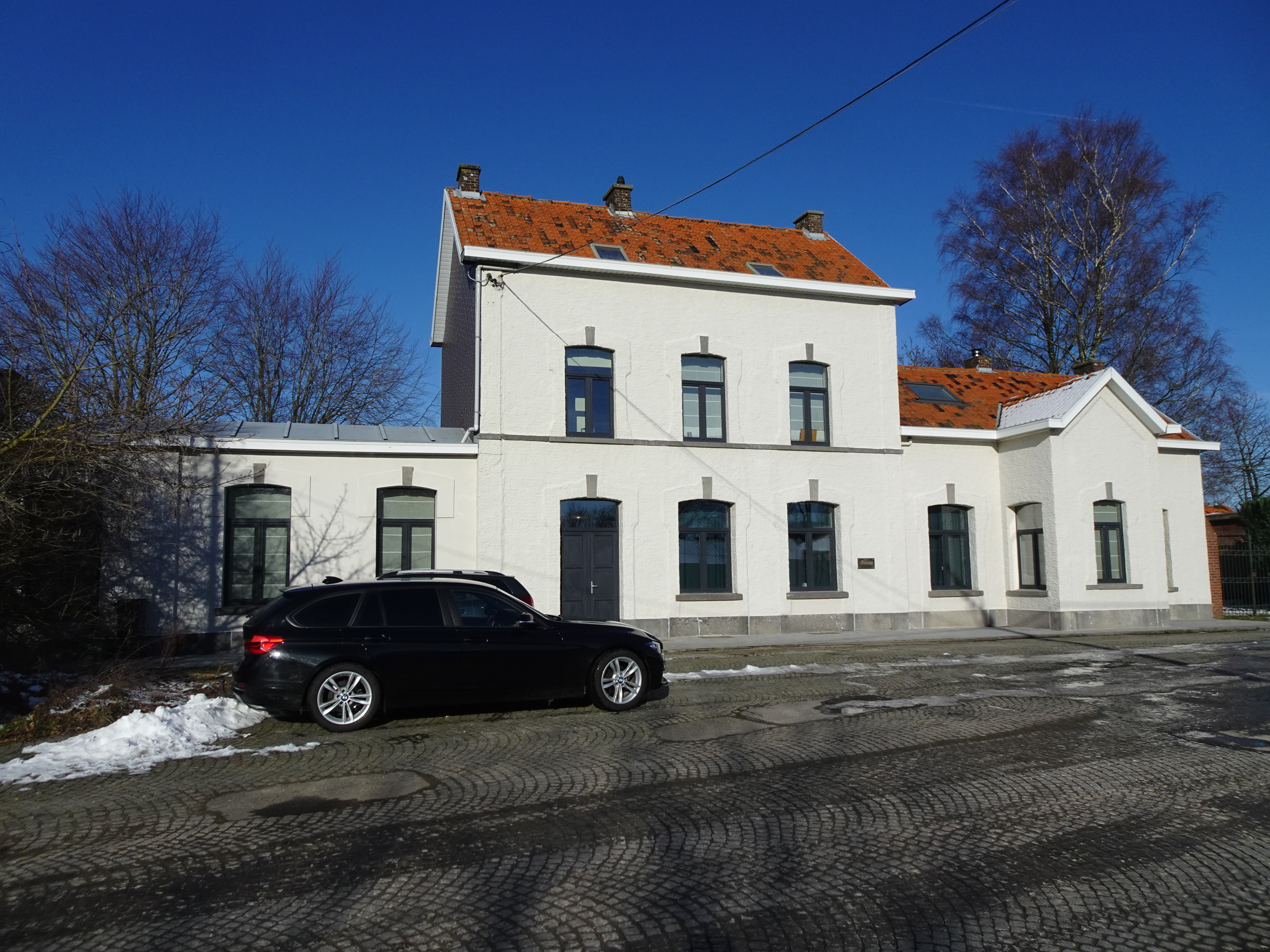
Bâtiment et place de la gare.
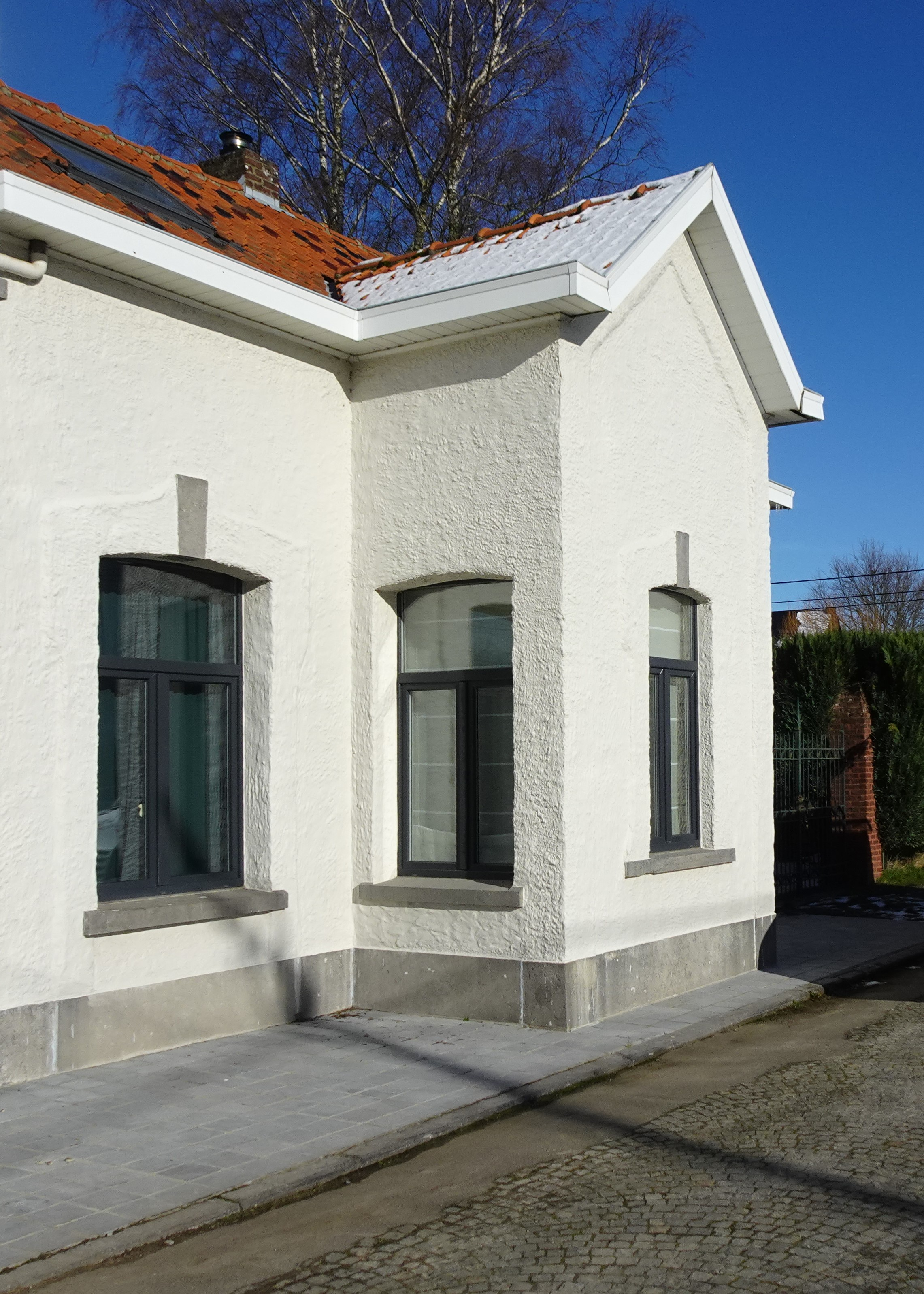
Porche, doté à l'origine d'une porte sur les deux faces latérales.
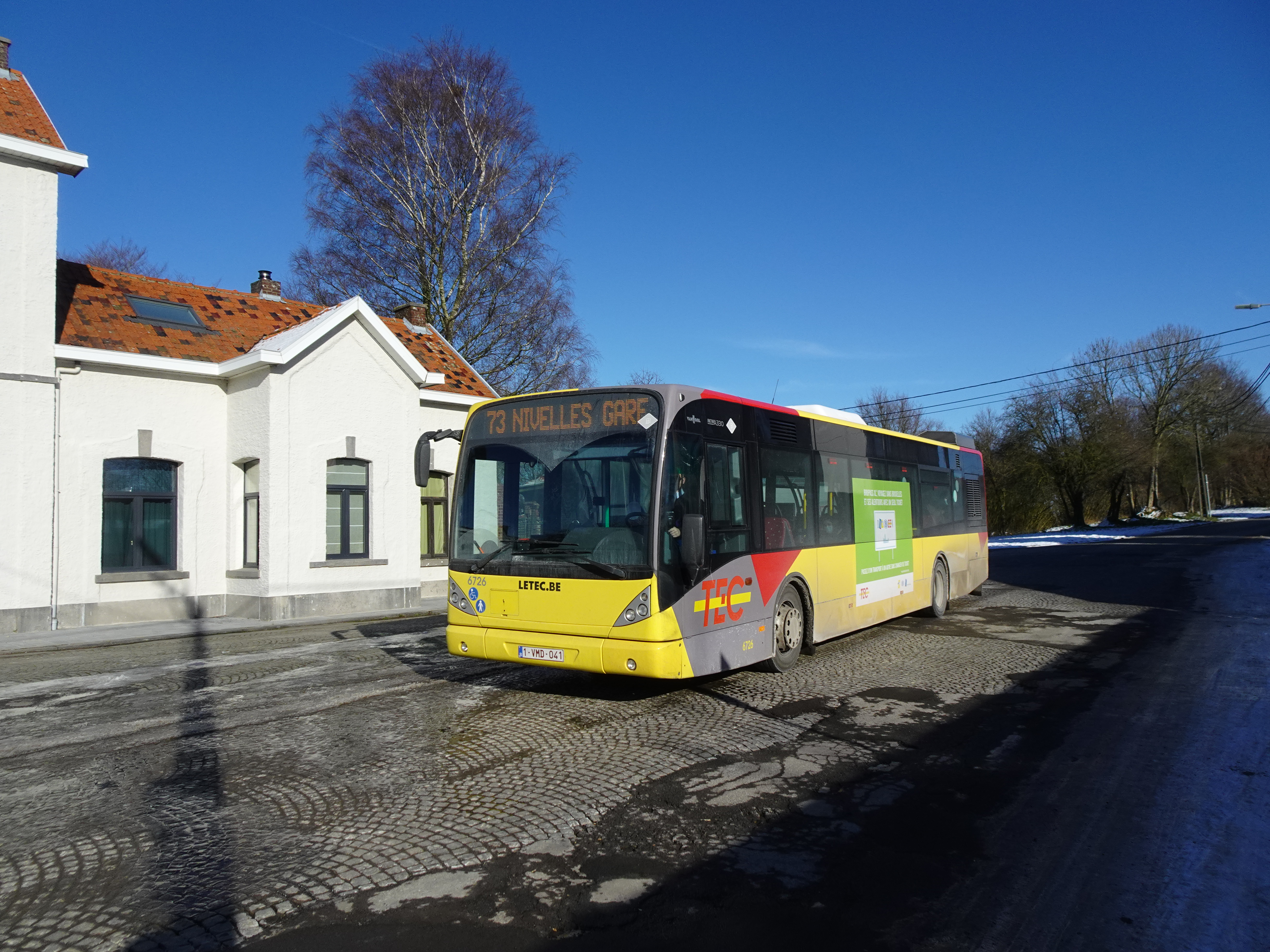
Les bus ont remplacé les trains.